# Fuego (pel·lícula)
Fuego és una pel·lícula argentina, filmada també a Nova York (Estats Units), entre 1968 i 1969, protagonitzada per Isabel Sarli, qui es va estar dedicant a les pel·lícules eròtiques començant molts anys enrere, i Armando Bó qui va actuar, va produir i va dirigir també en aquesta. Basada en el seu propi guió, es va estrenar el 10 d'octubre de 1969 a Nova York i el 23 de setembre de 1971 a l'Argentina. Compta amb la participació especial d'Alba Mujica, interpretant a Andrea, una serventa que s'enamora del personatge d'Isabel Sarli.
La pel·lícula va rebre bones crítiques nacionals i internacionals, i es va convertir en una de les favorites del director i productor John Waters, qui la va presentar en 2002 com una obra important, favorita i especial a Maryland Film Festival.

## Sinopsi

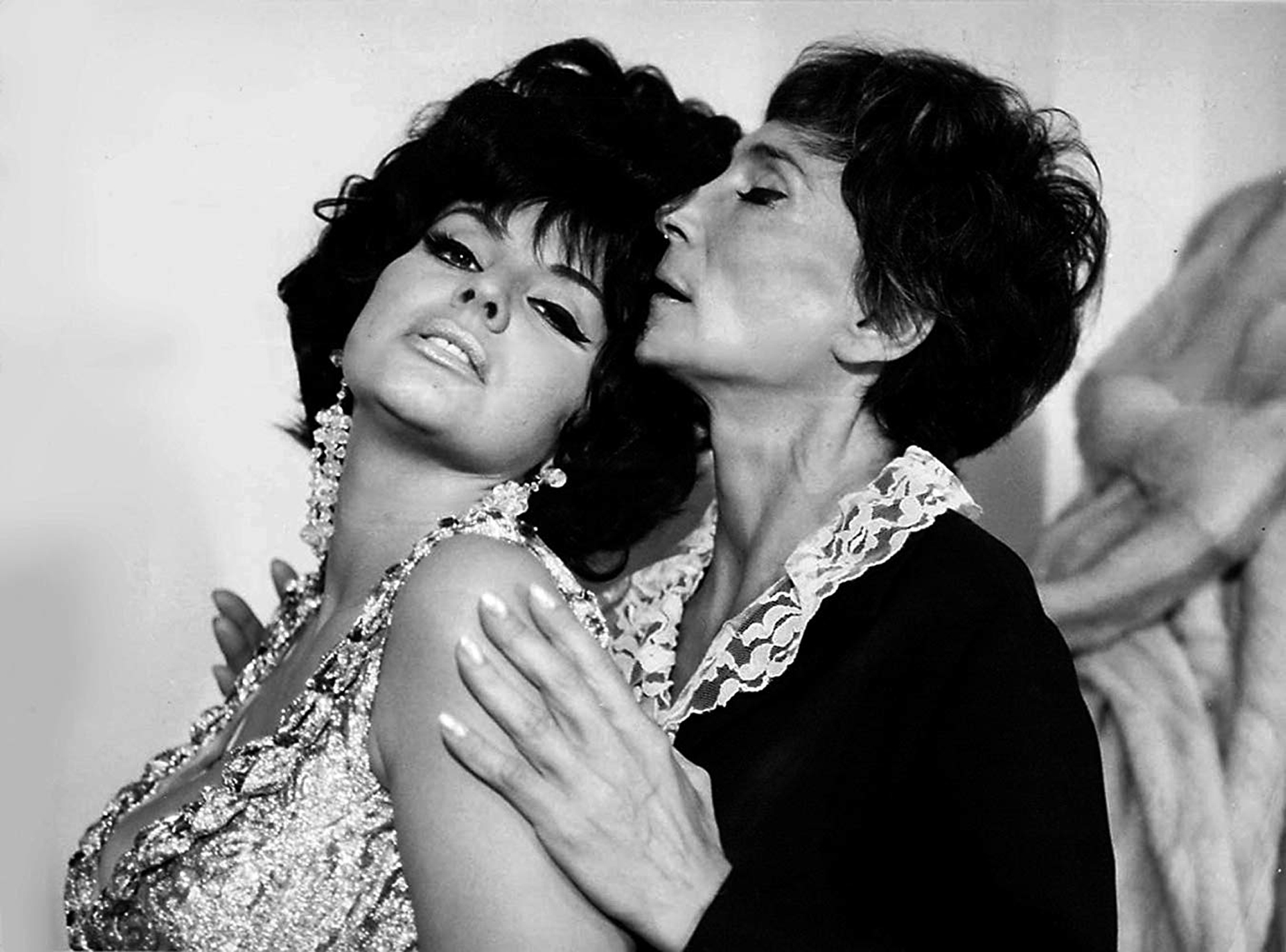
La relació entre Laura (Isabel Sarli) i la seva minyona Andrea (Alba Mujica) va ser una de les primeres representacions de lesbianisme al cinema argentí.

Laura és una jove que es dedica a banyar-se al riu, prop de la seva casa, acompanyada per Andrea, la seva serventa, que es va enamorar d'ella. Carlos, un home de molts diners, espia a Laura banyant-se en el riu, i com la seva serventa l'acaricia per les cames, llavors aquest acaba enamorant-se d'ella.
Més tard, en una festa de gent important, Laura coneix Carlos. Aquest es deixa portar per la seva bellesa i cerca un lloc perquè estiguin completament sols. Entre ells sorgeixen una relació amorosa i un matrimoni que a Laura no la fa molt feliç, perquè ella no pot resistir-se a tenir relacions sexuals amb altres homes.
Quan Laura camina pel carrer, usa un sac que li cobreix tot el cos, però en realitat és que ella està nua i mostra els seus sins a diversos homes que la miraven i fins i tot marxa amb un que la persegueix. A més, ella és descoberta per Carlos quan estava amb un altre home al seu llit. Els problemes comencen per ella quan s'adona que està malalta i s'excita en qualsevol moment, raó per la qual visita a un metge.
Carlos i Laura realitzen un viatge a Nova York, mentre aquest se sotmet a un assumpte de treball, Laura atreu a tots els que estaven en aquesta ciutat. Així llavors, tornen a Buenos Aires a l'Argentina, i Laura no pot controlar-se i enganya el seu marit amb altres homes, la qual cosa després fa que ella se senti culpable i prengui la decisió de suïcidar-se.
Laura se suïcida, llançant-se d'una muntanya cap al riu, Carlos queda sol i molt trist visitant la seva tomba, però l'escena final de la pel·lícula, és quan aquest es dispara amb una pistola i mor. Laura apareix com a fantasma, i per fi veu a Carlos i es besen.

## Repartiment
Van col·laborar en la pel·lícula els següents intèrprets
- Isabel Sarli com Laura.
- Armando Bó com Carlos.
- Alba Mujica com Andrea.
- Oscar Valicelli com el Mecànic.
- Roberto Airaldi com Dr. Salazar
- Hugo Mujica com Jorge.
- Mónica Grey com invitada a la festa.

## Producció
Armando Bó, es va encarregar d'escriure, produir, dirigir i escriure els diàlegs de la pel·lícula, encara que també li va donar vida al personatge de Carlos. Al costat d'ell actua Isabel Sarli amb qui va mantenir una relació des de 1956 fins a 1981, any de la seva mort. Es va filmar a Neuquén, San Martín de los Andes, on es demostra les escenes finals i tota el rodatge de la pel·lícula. Més tard la productora argentina Sifa, va traslladar a l'elenc i l'equip de producció cap a Nova York als Estats Units, lloc que es veu una mica abans del final. Hi ha diversos temes musicals en aquesta pel·lícula, el principal és "Fuego", escrit per Armando Bó, per a l'actriu principal d'aquest film.
Armando Bo va tenir molt d'èxit a treballar amb Isabel Sarli en diverses pel·lícules, i li ho recorda com uns dels millors directors de cinema eròtic de l'Argentina.

## Comentaris

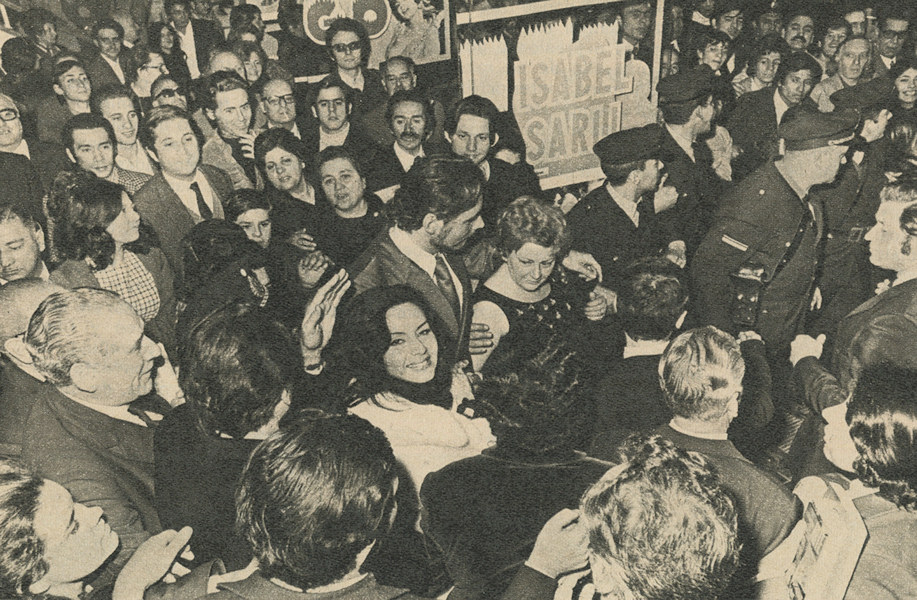
Isabel Sarli (centre) durant l'estrena de Fuego a Buenos Aires, 1971.

César Magrini a El Cronista Comercial va escriure:
| « | «Davant aquest Fuego només cap aquesta reflexió, és tan inexistent que no cal telefonar als bombers: s'apaga sol.» | » |

J.C.F. a Clarín va dir :
| « | «Les inevitables caigudes de Laura en el pecat, i la seva necessitat de purificar-se. Ho aconseguirà amb la mort. Per a això es disfressa de fantasma amb un gran deshabillé blanc, i es llança des d'un turó al llac. Després apareixerà com un fantasma. Ell també se suïcidarà i tots dos caminaran idíl·licament en la mort com uns nous Heathcliff i Kathy.»” | » |

El País va opinar quan la pel·lícula va ser exhibida per televisió en 1994:
| « | «Traumes i furors d'una nimfòmana que els mata a "polvos" i a disgustos.» | » |